# Jucius & Juciuviene vs. Lituania
Cauza Jucius & Juciuviene vs. Lituania (Curtea Europeană a Drepturilor Omului 25 noiembrie 2008, dosarul numărul 14414/03) reprezintă un dosar soluționat la Curtea Europeană a Drepturilor Omului dosar în care statul lituanian a fost condamnat pentru eșecul instanțelor de judecată de a ține cont de o opinie clar exprimată de minoră în condițiile în care personalitatea, motivele și dorințele copilului au o importanță  crucială în luarea deciziei

## Descrierea cazului
Doua fete foarte tinere, sub vârsta de șapte ani, și-au pierdut părinții într-un accident de mașină. Instanța trebuia să decidă dacă custodia celor doua orfane trebuia acordată bunicilor. În peisaj mai exista o mătușa și soțul ei, care își doreau de asemenea custodia fetelor.  Într-o prima fază, instanța a acordat custodia fetei celei mai mici – la timpul respectiv în vârsta de doi ani – bunicilor. Instanța a acordat custodia fetei celei mari – în vârsta de șase ani, matușii și unchiului. Bunicii au făcut apel. Curtea de apel nu a programat niciun fel de audieri. Fata cea mare, la momentul respectiv în vârstă de șapte ani, nu a făcut un secret din dorința ei de a locui cu mătușa și unchiul. Curtea de Apel era conștientă de această dorință puternică, dar a ignorat-o, acordându-le custodia bunicilor. Curtea de Apel a remarcat că fata, chiar dacă era foarte clară în exprimarea dorințelor sale, era « foarte tânără ». De asemenea ea a « revelat o instabilitate emoțională atunci când a fost chestionată de oficialii instanței » (§ 10). Curtea Europeană a susținut că eșecul curții de apel de a audia minorul a violat Articolul 8 al Convenției Europene. 

## Decizia Curții
Curtea Europeană a considerat că audierea copilului, a mătușii și a unchiului era indispensabilă în vederea luării unei decizii privind viitorul copilului. Aceasta era o decizie care schimba circumstanțele de fapt și în acest caz, caracterul copilului, motivele și dorințele sale jucau un rol central.